# Tryffel

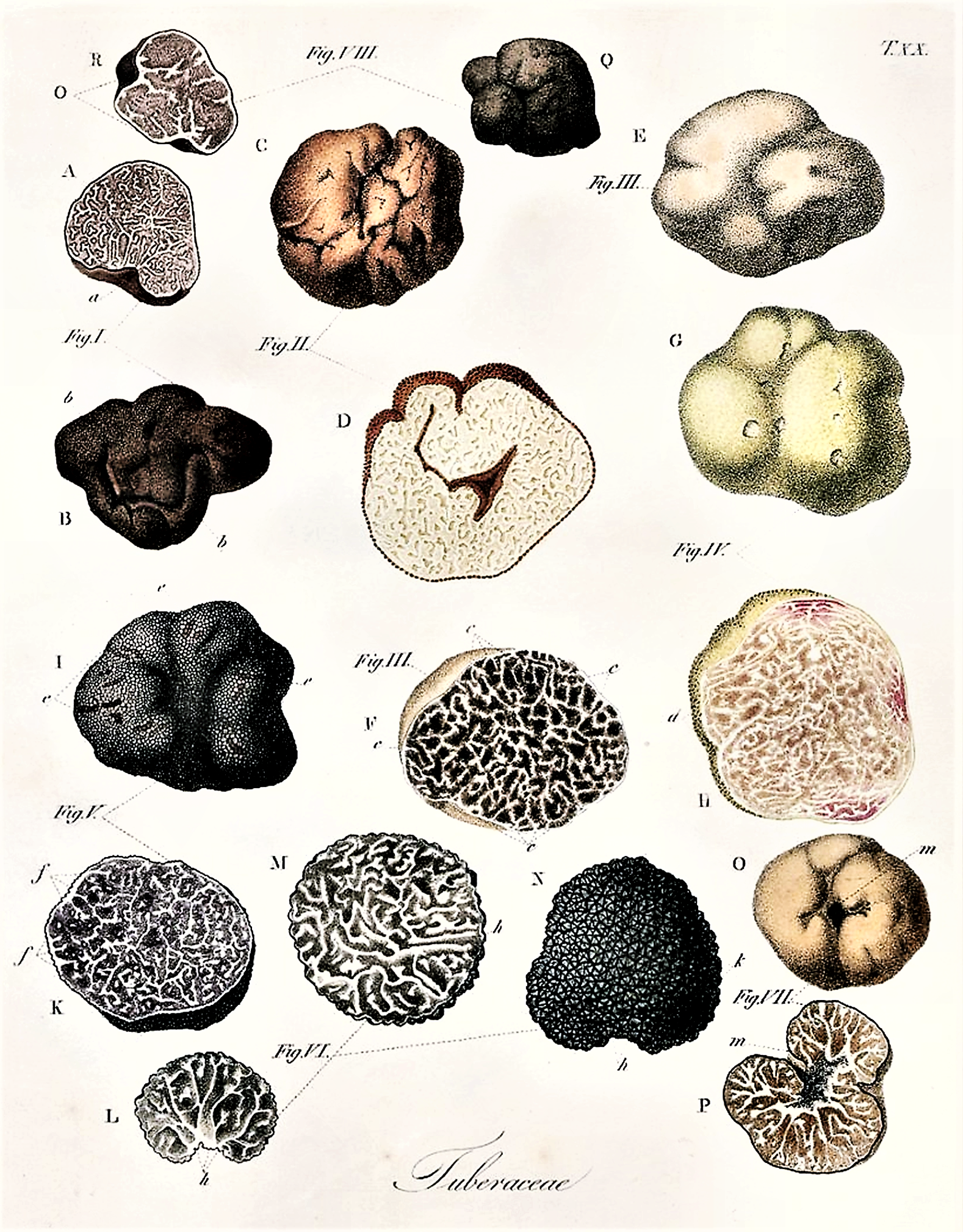
Carlo Vittadini beskrev många tryffelarter. Här en sida ur hans Monographia tuberacearum (1831) med olika äkta tryfflar i familjen Tuberaceae. Många av figurerna visar tvärsnitt så att den hos dessa tryfflar marmorerade gleban framträder.

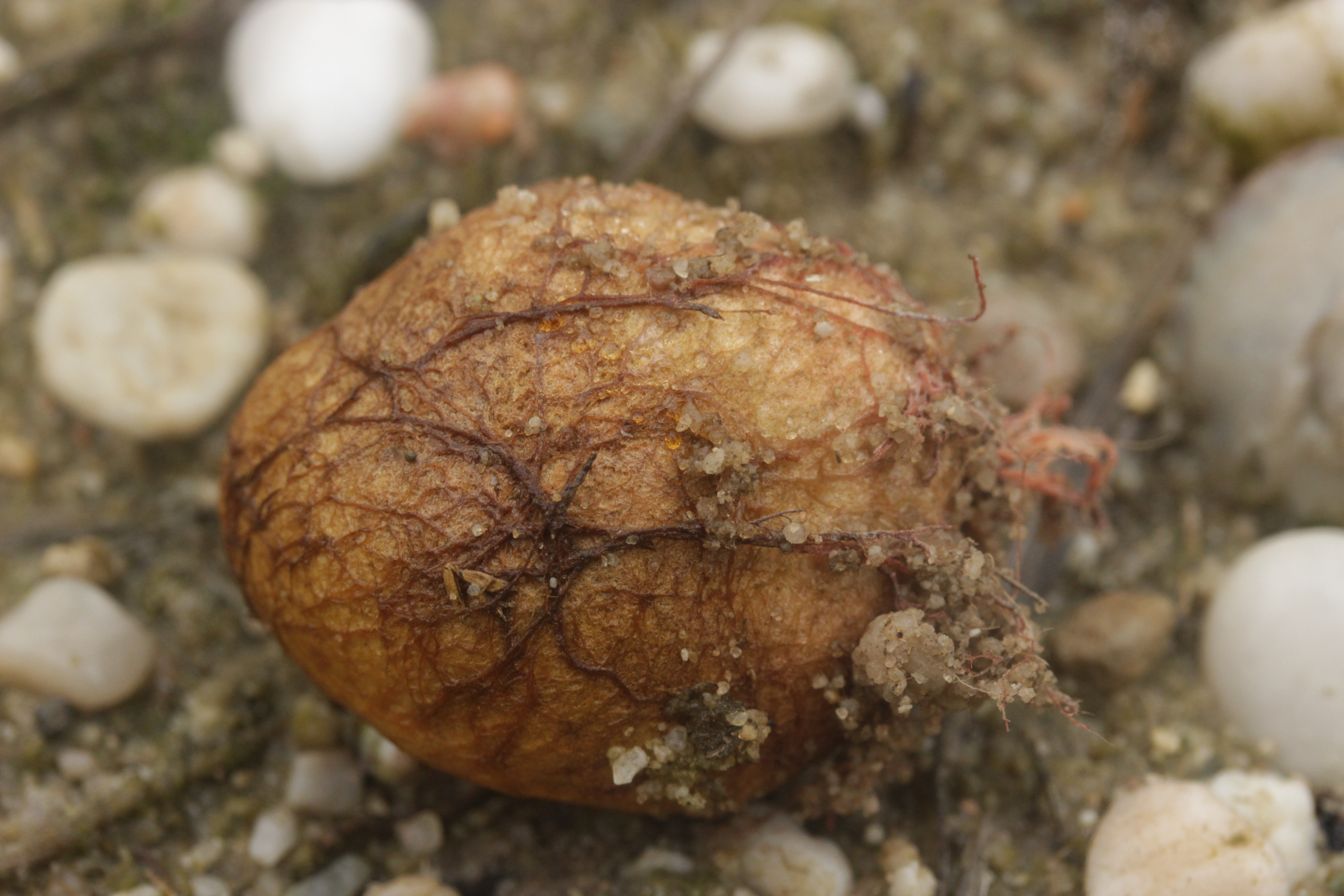
Gulbrun hartryffel (Rhizopogon luteolus).

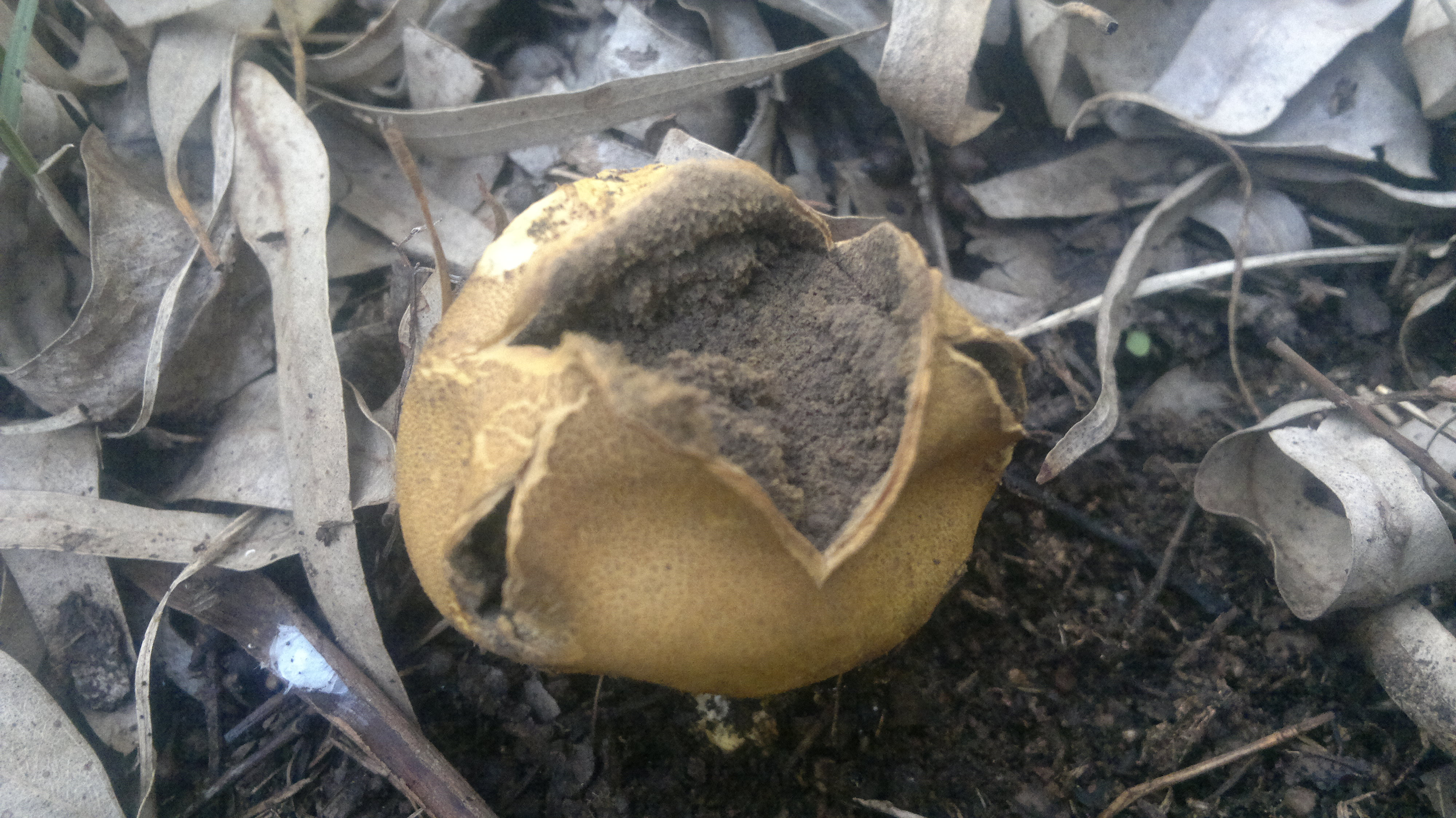
Gul rottryffel (Scleroderma citrinum). Rottryfflarna mognar ovan jord och spricker upp så att sporerna sprids. De borde därför egentligen inte kallas tryfflar.

Tryffel är en beteckning som används för flera svamparter med underjordiska fruktkroppar tillhörande olika ordningar inom svampriket. Beteckningen är polyfyletisk och saknar taxonomiskt värde. Så kallade "äkta tryfflar" tillhör sporsäckssvamparna (ordningen skålsvampar, Pezizales) och hit hör de ätliga arterna inom familjen Tuberaceae, som stjärnhovstryffel (Choiromyces venosus) och ädeltryfflarna i släktet Tuber. Så kallade "falska tryfflar" tillhör basidiesvamparna och hit hör exempelvis rottryfflar (som egentligen inte är tryfflar eftersom deras fruktkroppar mognar ovan jord) och hartryfflar i ordningen Boletales och stäpptryfflarna i ordningen Phallales. Falska tryfflar anses oftast som oätliga eller är, som rottryfflarna, giftiga.
Typiska tryfflar öppnas inte vid mognaden, utan sprids av däggdjur som gräver upp dem som föda. Dessa djur - som gnagare, svin, björnar och grävlingar - hittar dem med hjälp av de dofter som de mogna tryfflarna avger. I ökentrakter finns luktlösa tryfflar som sprider sina sporer med vinden efter att sanden över dem blåst bort och en art, Picoa lefebvrei, äts då gärna av fåglar. Eftersom tryfflar är beroende av att däggdjur äter dem för sin spridning är de, åtminstone i allmänhet, inte giftiga (de giftiga rottryfflarna har ett missvisande namn, eftersom de mognar ovan jord varfter de spricker upp så att sporerna sprids, och delar därför inte tryfflarnas levnadssätt). Vissa tryfflar antas vara saprofyter, men de flesta bildar mykorrhiza.
Många äkta tryfflar används som matsvamp eller krydda och några arter anses vara delikatesser. Tryffel uppsöks med hjälp av tryffelsvin och för ändamålet särskilt tränade så kallade tryffelhundar.
Även några falska tryfflar används som matsvamp, exempelvis Melanogaster variegatus i Sydeuropa och Rhizopogon-arter i Japan. T.M. Fries berättar att under sent 1800-tal och tidigt 1900-tal åts rottryfflar i Norge som "norsk trøffel", som "kunne måle sig med den franske trøffel, af enkelte kompetente dommere endog at stå over denne, da den er lettere fordøielig".
Plinius förbryllades över tryfflarna och undrade om de uppkom genom blixtnedslag. Senare ansågs tryfflar i enlighet med Paracelsus signaturlära som ett afrodisiakum och hjorttryfflar (Elaphomyces) såldes på svenska apotek som ett sådant fram till tidigt 1900-tal.

## Äkta tryfflar

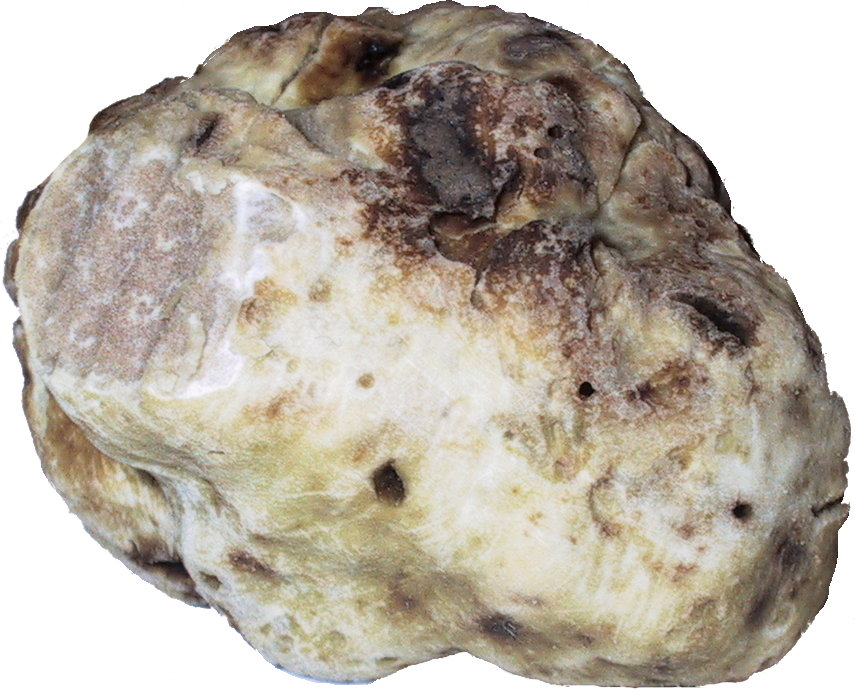
Piemontesertryffel (Tuber magnatum). I vänstra delen har ett snitt gjorts så att den inre labyrintlika strukturen framträder.

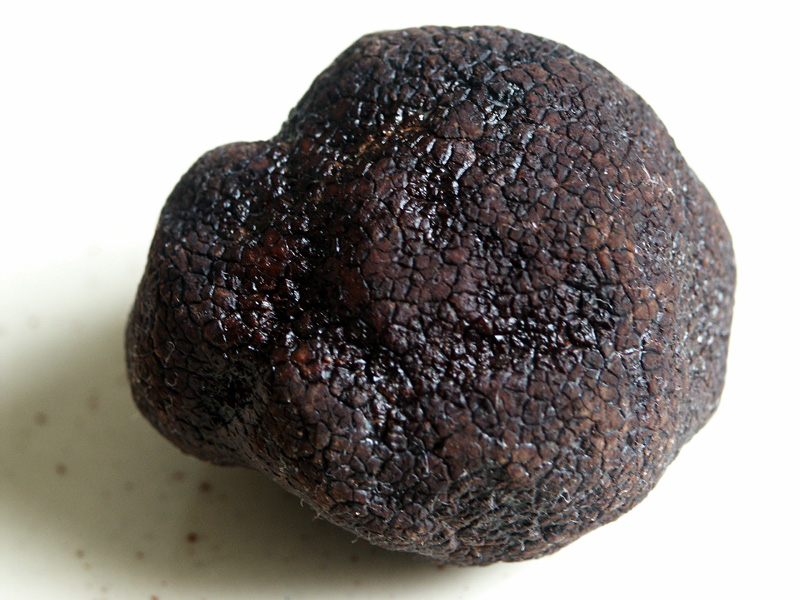
Perigordtryffel (Tuber melanosporum).

### Som matsvamp
Den "vita tryffeln" (Tuber magnatum) anses vara en av världens dyraste och mest exklusiva tryffelsorter. Den växer i Albanien, Italien, Slovenien, Kroatien, Kosovo och Serbien. Åttio procent av all "vit tryffel" som produceras i Italien är ursprungligen från Alba i Piemonte. Därför, och för att även stjärnhovstryffel ibland kallas "vit tryffel", kallas den ofta för albatryffel eller, bland mykologer, piemontesertryffel. Även "bianchetto" (Tuber borchii) är en "vit tryffel".
Världens största hittills kända piemontesertryffel vägde närmare 1,9 kilogram när den grävdes upp i italienska Umbrien i december 2014. En piemontesertryffel som hittades i närheten av Pisa i december 2007 och vägde ett och ett halvt kilogram såldes på auktion för 330 000 dollar. En annan piemontesertryffel som vägde 750 gram hittades i norra Italien såldes för 143 000 euro.
Mest känd bland tryfflarna är den som i matlagningssammanhang kallas "svart tryffel", varvid vanligen avses perigordtryffel (Tuber melanosporum). Den växer i huvudsak i södra Frankrike, norra Spanien och Italien, ofta under ekar. Den är nära utrotning i naturen men odlas i flera länder, även utanför dess naturliga utbredningsområde. Lyckad odling uppges ha skett på Gotland.
Sommartryffel (Tuber aestivum), även kallad bourgognetryffel, förekommer inom matlagningssammanhang i två varianter: sommartryffel och svart hösttryffel, där sommartryffel avser fruktkroppar som mognat före huvudsäsongen och därför har mycket svagare doft och smak. Det är dock samma art. Odling har pågått i Sverige sedan 1999 och i Danmark sedan 2000. Bourgognetryffel (Tuber uncinatum) räknas ofta som synonym med sommartryffeln.
Vintertryffel (Tuber brumale) och bagnolitryffel (Tuber mesentericum) är två andra "svarta tryfflar" som saluföres.
Stjärnhovstryffel (Choiromyces venosus) anses vara en delikatess i Sverige, Tyskland och Ungern, däremot som undermålig eller rent av giftig (irriterande för mag-tarmkanalen) i Frankrike och Italien. I Spanien får den inte marknadsföras som matsvamp. I Sverige har stjärnhovstryffel använts som matsvamp i över etthundra år, men inga förgiftingsfall har någonsin rapporterats från Nordeuropa. Unga exemplar liknar albatryffel och saluförs därför ibland som denna betydligt dyrare art.
Utanför Europa används tryfflar av släktet Terfezia som matsvamp i ökenartade områden (Arabiska halvön, Nordafrika, Kalahariöknen) och Picoa lefebvrei äts av beduiner. I Indien används Tuber indicum och Australiens urbefolkning äter Stephensia arenivaga och Choiromyces aboriginum. Tuber indicum förekommer även i Kina där den inte uppskattas, men varifrån den exporteras till Europa i stora kvantiteter. I Nordamerika rekommenderar North American Truffling Society de inhemska äkta tryfflarna Tuber gibbosum, Tuber oregonense, Tuber lyonii och Leucangium carthusianum som matsvamp.
Tryfflar används också som smaksättare av andra produkter hos vilka tryffelaromen anses bevaras, som olivolja (tryffelolja) och smör (tryffelsmör). En stor del av de "tryffelprodukter" som marknadsförs är dock smaksatta med "tryffelarom": syntetiskt framställd 2,4-ditiapentan (2,4-ditiapentan, även kallad bis(metyltio)metan etcetera, förekommer naturligt hos piemontesertryffel). En tryffelbearnaise smaksatt med 2,4-ditiapentan och innehållande 0,005 procent tryffel utsågs av Äkta vara till Årets matbluff 2016. Det saluförs också "naturlig tryffelarom" som utgår från mycel av tryffel, varur man på syntetisk väg framställer denna "naturliga tryffelarom" från prekursorer till de önskade ämnena och där "naturlig" refererar till den kemiska syntesvägen snarare än till innehållet som sådant.
Tryfflarna bildar doftämnen vars arom lockar till sig djur som sedan gräver upp och äter dem. Dessa doftämnen, som är avgörande för den kulinariska upplevelsen, försvinner ganska snart efter att tryfflarna grävts upp och tryfflar är därför en färskvara (att de inom ett par veckor även ruttnar är sekundärt). Vakuumförpackning i kombination med steriliseringsmetoder kan förlänga varans livslängd. I en studie mellan fyra olika konserveringsmetoder av perigordtryffel visade sig frystorkning vara den metod som bevarade tryffelaromen bäst (en förlust på 40% jämfört med färsk tryffel).

### Förekomst i Sverige och övriga Norden
I Sverige finns naturliga förekomster av sommartryffel (Tuber aestivum) på ett 30-tal lokaler (ett fåtal på Öland och de övriga på Gotland). I övriga Norden förekommer den endast i Danmark, och är där sällsynt. De svenska bestånden utgör en nordlig utpost och tillhör en annan ekotyp än exempelvis i Frankrike (där arten är vanligare). Eftersom den är rödlistad i Sverige (och så även i Danmark, Polen och Tyskland) bör den inte plockas. Den får ej heller marknadsföras i Norden om den är rödlistad i ursprungslandet.
Av ädeltryfflarna är även bagnolitryffel (Tuber mesentericum), luden tryffel (Tuber puberulum), rödbrun tryffel (Tuber rufum) (även funnen i Norge), trädgårdstryffel (Tuber maculatum) (även funnen i Norge och Finland) och Tuber rapaeodorum funna i Sverige.
I övriga Norden har Tuber foetidum uppgivits för Norge och Finland. Från Finland är dessutom Tuber anniae, Tuber borchii och Tuber scruposum uppgivna. Morten Lange uppgav 1956 nio arter av släktet Tuber för Danmark.
Stjärnhovstryffel (Choiromyces venosus) förekommer i Sverige: främst i Södermanland, men är även funnen i Uppland, Östergötland, Småland och Blekinge.